# Feuerschwanz
Feuerschwanz (en español: «Cola de Fuego») es una banda alemana de folk metal, proveniente de Erlangen. Fundada en 2004 por el músico Peter Henrici, junto con Tobias Heindl y Andre Linke. La agrupación comenzó siendo una banda de rock cómico que hacía burla de la escena de rock y metal medieval. Con el tiempo la banda ha cambiado su sonido hacia el folk metal y en ocasiones con temáticas más serias, siendo una de las agrupaciones alemanas de Folk metal más aclamadas en la actualidad.

## Historia
Desde el año 2000, Peter Henrici había pensado que la escena de metal medieval se estaba tomando a sí misma muy en serio y carecía de humor, y por ello decide comenzar a trabajar en una propuesta de música rock-medieval cómica. Una vez trabajando en composiciones, decide mostrar su propuesta al violinista Tobias Heindl (de la banda Fiddler's Green), quien gustándole la idea, decide unirse a Henrici para comenzar el proyecto de banda. De esta manera fundan Feuerschwanz en 2004, junto con el bajista Andre Linke. Los músicos deciden adoptar pseudónimos para el proyecto: “Hauptmann Feuerschwanz” (Henrici), “Walther von der Vögelweide” (Heindl) y “Eysye” también llamado “El hombre de la máscara de Hierro” (Linke). La banda tuvo apoyo de músicos del antiguo grupo de Henrici, Merlons Lichter, para sus presentaciones en vivo, pero estos decidieron abandonar el proyecto al poco tiempo, ya que no lograban identificarse con la propuesta humorística de Henrici.

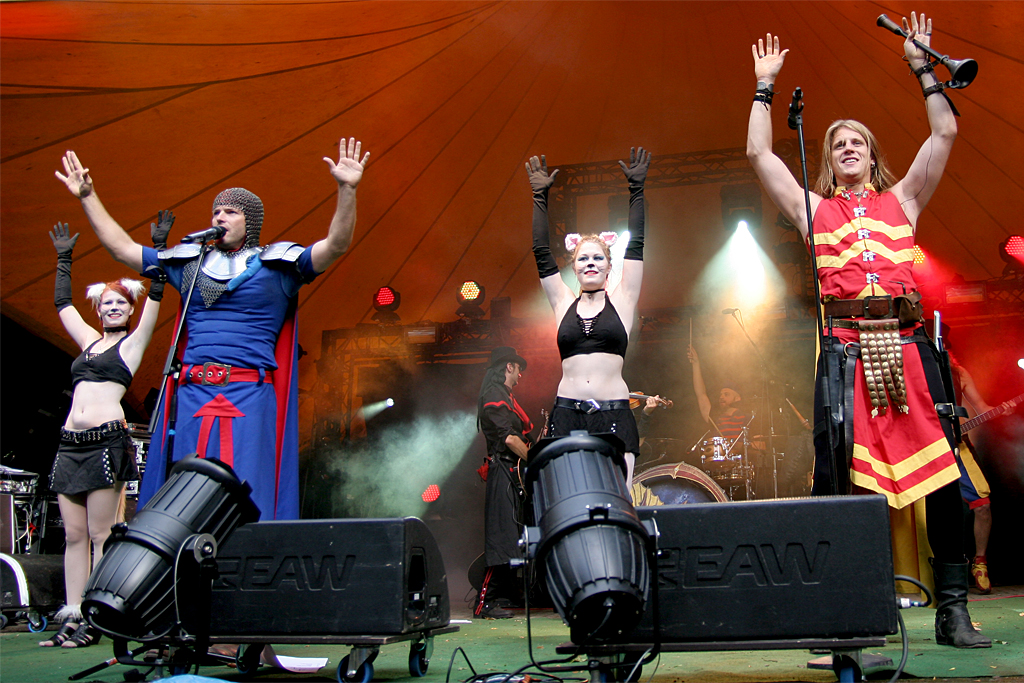
Feuerschwanz en el Festival Feuertal (2012).

Al poco tiempo se unen a la banda el flautista Bastian Brenner, y el baterista y bajista Jan Schindler, quienes adoptan los pseudónimos de “Richard Hodenherz” y “Knappe Latte” respectivamente. El grupo comenzaba a cobrar fama de manera local en festivales de temática medieval y como teloneros de Fiddler's Green. Tras el lanzamiento de su primer álbum, Tobias Heindl deja la banda, y en 2005 se une la violinista Stephanie Pracht, quien adopta el pseudónimo de “Johanna von der Vögelweide”. Un elemento característico  de la banda ha sido el que siempre llevan coreógrafas a sus eventos en directo, así como en sus videoclips. En 2006, se une a la banda Susi Miez (apodada “Mieze Musch-Musch”), quien sería la coreógrafa que más tiempo duraría con la banda para sus presentaciones, videos y sesiones fotográficas.
En enero de 2007, Bastian Brenner deja la banda y es reemplazado por Marina Regler (“Ronja Hodenherz”). En junio del mismo año, lanzan su segundo álbum, Met und Miezen, en el que aparecen exmiembros de la banda como músicos invitados. Aunque un año más tarde, Regler deja la banda y es reemplazada por el multinstrumentista Ben Metzner (“Prinz Richard Hodenherz III”), quien además de tocar la gaita y flautas, comienza a secundar a Henrici como vocalista.
Desde noviembre de 2007 hasta marzo de 2008, Feuerschwanz estuvo de gira con Saltatio Mortis. En abril siguió un concierto en el festival E-Werk de Erlangen, el cual se grabó y se publicó en formato CD y se lanzó como un álbum en directo en octubre de 2008, titulado Drachentanz. Tiempo más tarde se une a la banda el guitarrista Hans Platz bajo el seudónimo de “Hans der Aufrechte”. Con la adición del guitarrista a la banda, el sonido de Feuerschwanz comenzaría a inclinarse cada vez más hacia el Folk metal.

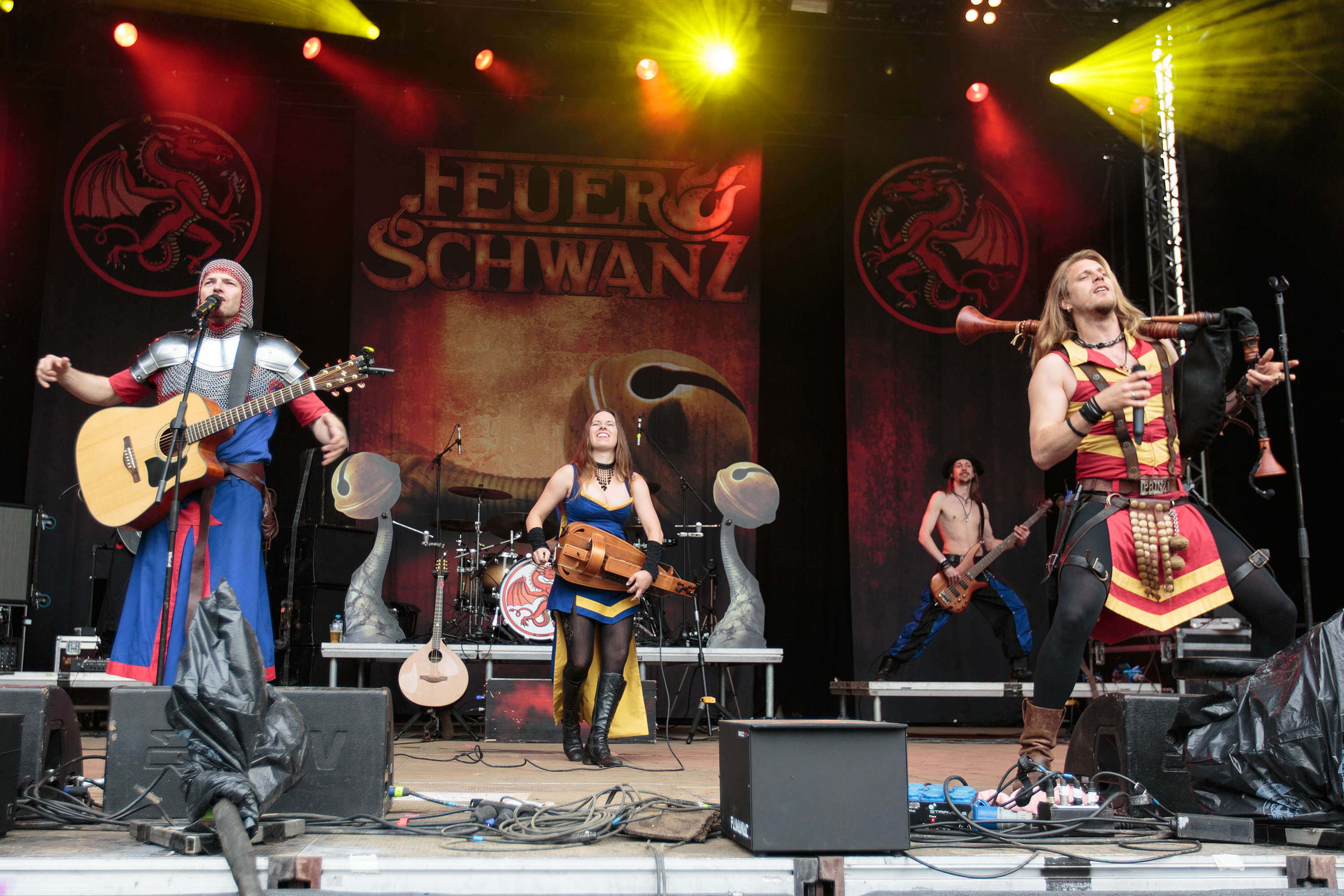
Feuerschwanz en el festival Hexentanz en Alemania (2015).

En 2009, otro de los miembros fundadores de la agrupación, Andre Linke, deja la banda, quedando Henrici como único miembro original. El 18 de septiembre de 2009, lanzan su tercer álbum de estudio, Metvernichter. Seguidos de los álbumes Wunsch ist Wunsch y Walhalligalli, lanzados en 2011 y 2012 respectivamente. En 2012 se une a la banda Jenny Diehl como coreógrafa (bajo el pseudónimo de “Mieze Myu”). Diehl también se desempeña como arpista en algunas canciones de Feuerschwanz.
El 25 de abril de 2014, la banda da un concierto por su décimo aniversario en el E-Werk Erlangen. Durante la presentación, “Hauptmann Feuerschwanz” anuncia que el bajista Jan Schindler dejaba la banda, siendo reemplazado por Felix Fischer (apodado “Felix Taugenix”). El concierto fue grabado para salir en DVD y CD, y tuvo como invitados a Veit “Vito C.” Kutzer (de JBO), Thomas Lindner (de Schandmaul) y Tobias Heindl (de Fiddler's Green).
En mayo de 2015, a la banda se le prohíbe actuar en el Fairytale Festival en Erlangen, siendo acusada de que sus letras son misóginas y sexistas. La banda defendió que los temas de sus canciones son meramente satíricos y se pronunció a favor de la libertad artística. Feuerschwang se reservó el derecho de emprender acciones legales por difamación ante tales acusaciones. En agosto de 2016, la agrupación lanza el álbum Sex is Muss, cuyo título y temas en las canciones se cree fueron en respuesta a las acusaciones antes mencionadas.

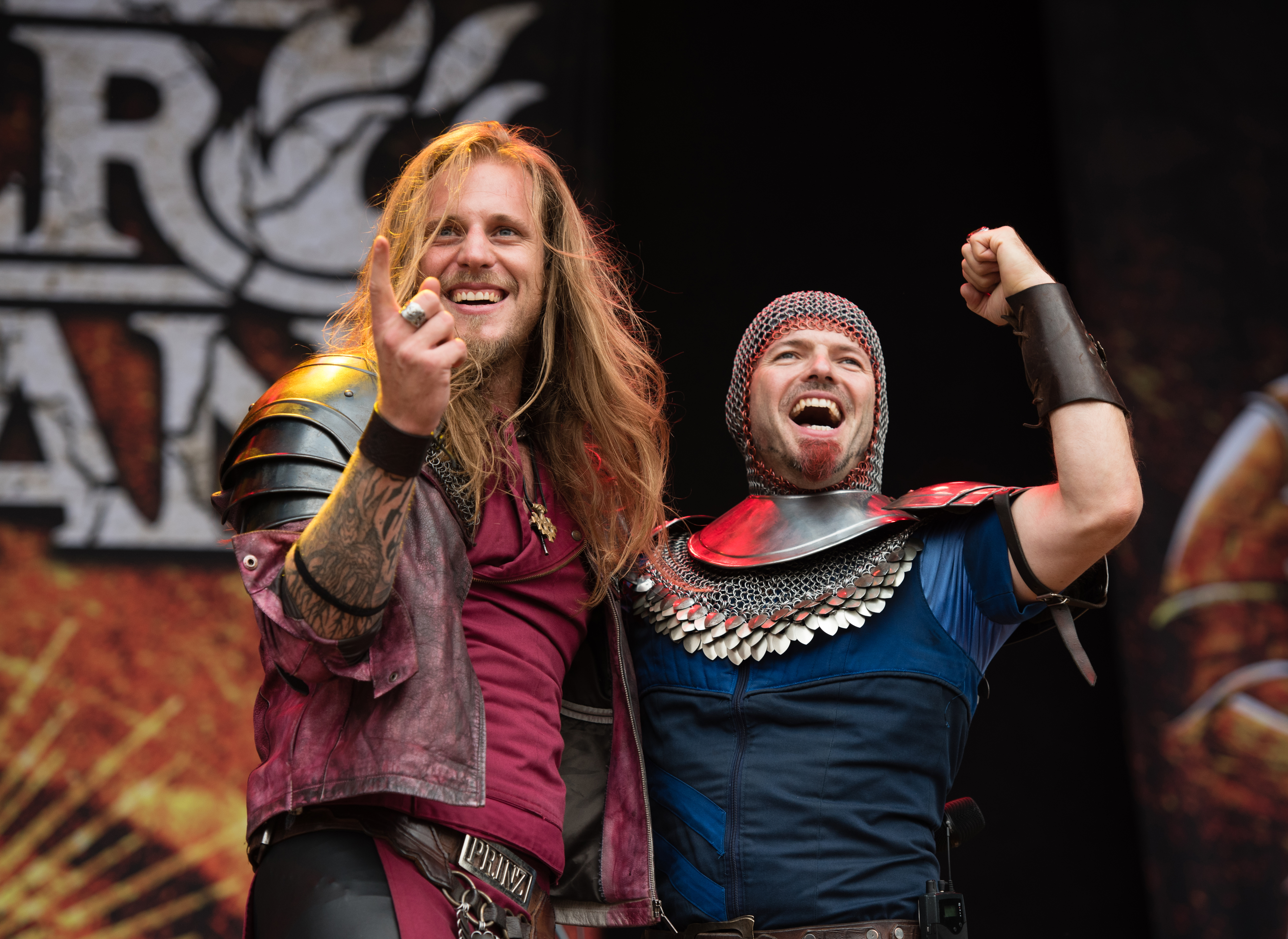
Ben Metzner (izq.) junto a Peter Henrici (der.) en 2018.

En diciembre de 2017, el bajista Felix Fischer anuncia su salida de Feuerschwanz. El último concierto de Felix fue el 5 de enero de 2018, a su salida fue reemplazado por Jan Jamaszyk, apodado “Jarne Hodinsson”. El mismo año, en agosto de 2018, la banda lanza su octavo álbum de estudio, Methämmer. El álbum alcanzó el número 6 en las listas alemanas en su primera semana. Al año siguiente, la banda firma contrato discográfico con Napalm Records, ya que hasta entonces tenían contrato con FAME Recordings.
En junio de 2020 lanzan el álbum Das Elfte Gebot, el cual incluye su primer canción en inglés: un cover del tema I See Fire de Ed Sheeran. El 26 de junio de 2020, Feuerschwanz da un concierto al aire libre en Burg Abenberg, con la intención de promocionar su más reciente álbum, y que se transmitió en vivo por YouTube con el nombre de “11:O:A”. El concierto fue sin público presente dadas las medidas de sanidad por la pandemia de COVID-19 y fue financiado a través de una campaña de crowdfunding.
El 9 de junio de 2021, Feuerschwanz anuncia en sus redes sociales que el baterista Robert Gruss (“Sir Lanzeflott”) dejaba la banda. Durante un tiempo la agrupación se mantuvo sin un baterista oficial, siendo el lugar ocupado por músicos invitados para los eventos en vivo. El 6 de agosto se lanzó el álbum en vivo Die Letzte Schlacht, que alcanzó el número 4 en la lista de álbumes alemana. En septiembre de 2021, se une a la banda Rolf Hering (“Rollo H. Schönhaar”), antiguo baterista del grupo Megaherz, quien dejó esta agrupación cuando supo que Feuerschwanz estaba en busca de baterista.

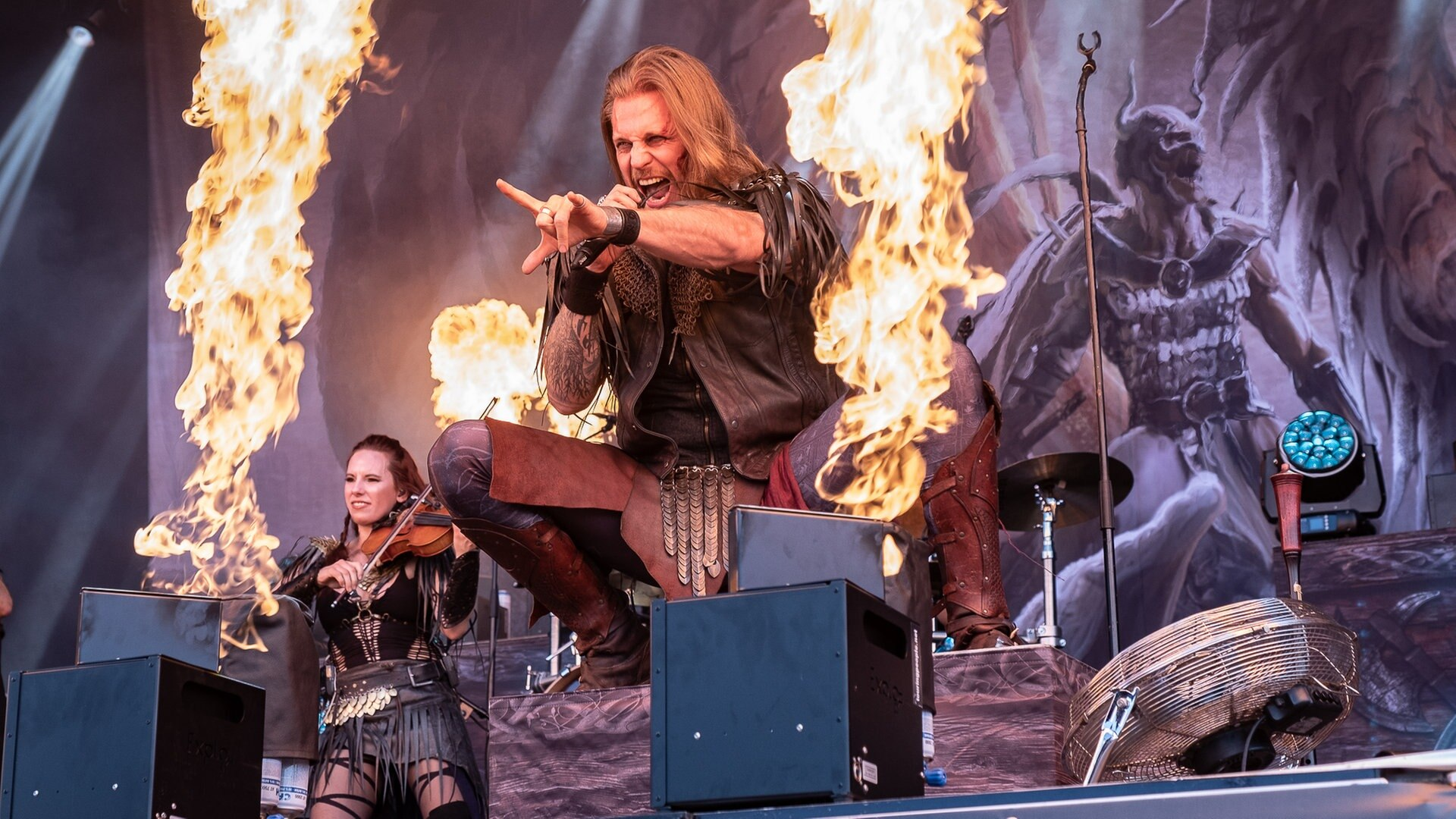
Feuerschwanz en el festival M'era Luna en 2022

El 30 de diciembre de 2021, la agrupación lanza su décimo álbum de estudio, Memento Mori. El álbum alcanzó el número 1 en la lista de álbumes alemana, convirtiéndose en su primer álbum en alcanzar puntuaciones tan altas. Con el aumento de popularidad de la banda, cada vez más conseguían festivales fuera de Alemania. En agosto de 2022 tocaron en el festival Leyendas del Rock en España (festival al cual regresarían en 2023 y 2025).
La banda más tarde estrenó los álbumes Todsünden y Fegefeuer en los años 2022 y 2023 respectivamente. Para enero de 2024, Feuerschwanz anuncia el álbum Warriors, con el cual celebran 20 años de carrera. En el álbum incluyen varios éxitos de la banda pero cantados en inglés. El álbum contaría con la participación de músicos como Chris Harms (de Lord of the Lost), Francesco Cavalieri (de Wind Rose), Patty Gurdy, entre otros. El álbum salió el 3 de mayo del mismo año.

## Alineación

### Miembros actuales[22]

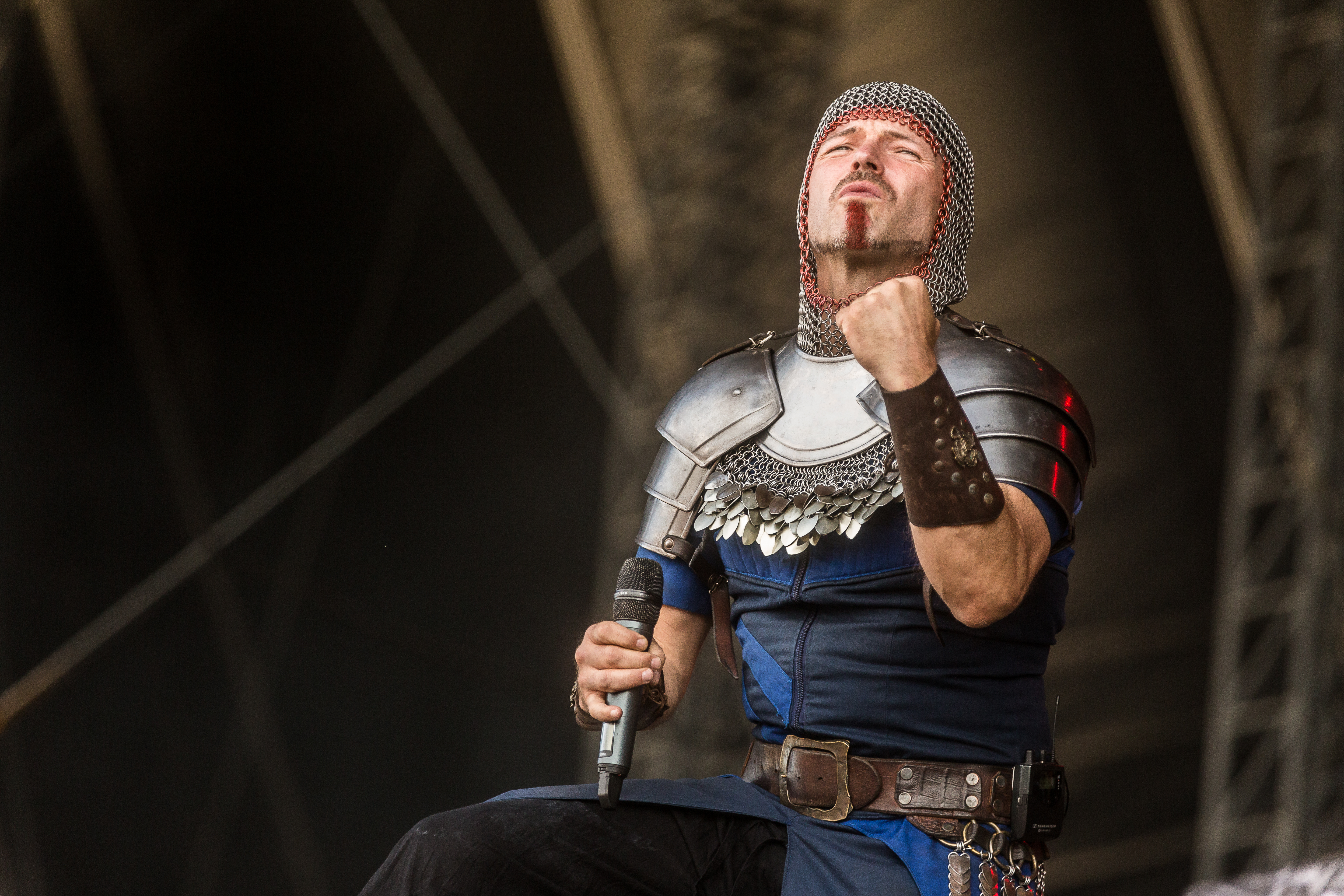
Peter Henrici (Hauptmann Feuerschwanz) en 2019. Vocalista y fundador de la banda.

- Hauptmann Feuerschwanz (Peter Henrici) – Voz principal, Guitarra acústica (2004–presente)
- Johanna von der Vögelweide (Stephanie Pracht) – Violín, Zanfona (2005–presente)
- Prinz Richard Hodenherz “Hodi” III (Ben Metzner) – Voz principal, Guitarra acústica, Flauta, Gaita (2007–presente)
- Hans der Aufrechte (Hans Platz) – Guitarra eléctrica (2008–presente)
- Jarne Hodinsson (Jan Jamaszyk) – Bajo (2018–presente)
- Rollo H. Schönhaar (Rolf Hering) – Batería (2021–presente)
- Mieze Musch-Musch (Susi Miez) – Coreógrafa (2006–presente)
- Mieze Myu (Jenny Diehl) – Coreógrafa, Arpa (2012–presente)

### Miembros pasados
- Walther von der Vögelweide (Tobias Heindl) – Violín (2004 - 2005)
- Eysye “der Mann mit der eisernen Maske” (Andre Linke) – Bajo (2004 - 2009)
- Richard Hodenherz I (Bastian Brenner) – Flauta, Guitarra acústica (2004 - 2007)
- Sir Lanzeflott (Robert Gruss) – Batería (2005 - 2021)
- Knappe Latte (Jan Schindler) – Batería, Bajo, Coros (2004 - 2014)
- Felix Taugenix (Felix Fischer) – Bajo (2014 - 2018)
- Ronja Hodenherz (Marina Regler) – Flauta, Guitarra acústica (2006 - 2007)

## Discografía
- 2004: ...des Hauptmanns geiler Haufen (Demo)
- 2005: Prima Nocte
- 2007: Met und Miezen
- 2008: Drachentanz (En vivo)
- 2009: Metvernichter
- 2011: Wunsch ist Wunsch
- 2012: Walhalligalli
- 2014: Auf's Leben!
- 2015: 10 Jahre - Feuerschwanz Live (En vivo)
- 2016: Sex is Muss
- 2018: Methämmer
- 2020: Das Elfte Gebot
- 2021: Die Letzte Schlacht (En vivo)
- 2021: Memento Mori
- 2022: Todsünden
- 2023: Fegefeuer
- 2024: Warriors

## Miscelánea
- Los músicos Ben Metzner y Felix Fischer fundaron en 2015 una agrupación de Folk rock llamada dArtagnan.
- El guitarrista Hans Platz y la coreógrafa Jenny Diehl (quien toca el arpa), tienen una agrupación de metal sinfónico junto a la cantante Melissa Bonny, llamada The Dark Side of the Moon.